# 番禺广场站
番禺廣場站是目前廣州地鐵3號綫、18號綫、22號綫的换乘車站，也是現時22號綫南面終點站。車站位於中国广东省廣州市番禺區清河东路番禺大道口西側，以及番禺广场的地底。本站於2006年12月30日随3号线一期全线開通運營而啟用，2021年9月28日随18号线首通段開通運營而成为换乘车站。
值得一提的是，18号线本站至横沥站相距長達26.0公里，是廣州地鐵線網相距最遠的兩個車站。

## 车站结构
番禺广场站目前分为两个站体：位于清河东路的3号线车站、以及位于番禺广场的18、22号线车站。两线车站通过地下一层至地下三层的换乘通道连接。车站周边为清河东路、番禺大道、兴泰路，番禺广场、番禺区政府以及周边建筑。

### 3号线楼层
3号线车站共设有三层，其中地下一层为3号线站厅；地下二层为3号线设备区；地下三层为3号线站台。
| 地下一层 | 3号线站廳 | 售票機、客服中心、商店、警务室、安检设施 经換乘通道前往 █18号线、█22号线 |  |  |
| 地下二层 | 设备区    | 车站设备                                                                 |  |  |
| 地下三层 | 2 站台    | █3号线 机场北或天河客运站方向（下站：市桥）                              |  |  |
|          | 岛式站台  |                                                                          |  |  |
|          | 1 站台    | █3号线 海傍方向（下站：傍江）                                            |  |  |

### 18、22号线楼层
18、22号线车站共设有五层，其中地下一层、地下二层为番禺广场地下商业街；地下三层为18、22号线站厅；地下四层为站厅南北的转换层；地下五层为18、22号线站台。
| 地下一层 |                            | 在建番禺广场地下空间                                            |  |  |
|          | 上层换乘通道               | 前往 █3号线                                                     |  |  |
| 地下二层 |                            | 在建番禺广场地下空间                                            |  |  |
| 地下三层 | 下层换乘通道               | 前往 █3号线                                                     |  |  |
|          | 18号线 22号线站廳          | 售票機、客服中心、商店、警务室、安检设施                        |  |  |
| 地下四层 | 换向平台                   | 联络站厅及两侧站台 广州图书馆地铁番禺广场站分馆（换向平台北侧） |  |  |
| 地下五层 | 3 站台                     | █18号线 冼村方向（下站：南村万博）                              |  |  |
|          | 岛式站台（卫生间、母婴室） |                                                                 |  |  |
|          | 5 站台                     | █22号线 陳頭崗方向（下站：市广路）                              |  |  |
|          | 6 站台                     | █22号线 终点站台                                                |  |  |
|          | 岛式站台（卫生间、母婴室） |                                                                 |  |  |
|          | 4 站台                     | █18号线 万顷沙方向（下站：横沥）                                |  |  |

### 站厅
番禺广场站设有3号线站厅以及18号线、22号线的共用站厅，其中3号线部分位于地下一層，18/22号线站厅部分位于地下三層。其中18/22号线車站站厅南北两侧均采用中空設計，其中南侧的中空設計连接站台的专用电梯外围曾经安装了10米高的大型LED显示屏，不过该两组显示屏已于2024年年中被全部拆除。
为方便乘客进出及换乘需要，3号线站厅南侧，18/22号线站厅的东北侧和南侧中央处被划分为付费区。3号线站厅付费区内设有3條扶手电梯、1台专用电梯以及1条楼梯供乘客前往站台；而18/22号线站厅的东北侧付费区在中空部分四周分别设有直接连接两个站台的扶手电梯，中空部分则设有扶手电梯和楼梯连接北侧的换向平台和两个站台，南侧中央处付费区在中空部分设有多条扶手电梯连接南侧的换向平台和两个站台，同时设有各自站台贯通至换向平台和站厅的专用电梯。由于消防安全需要，18、22号线站厅的南北付费区被非付费区通道隔开，因此从18/22号线换乘3号线需通过站台北端的扶手电梯前往站厅换乘，使用轮椅换乘的乘客则需向工作人员求助。
站厅设有售票机、客服中心等设施，亦设有面包糕饼店、自动售卖机以及好易自助服务机。此外在18/22号线车站，换向平台北侧设有广州图书馆地铁番禺广场站分馆，站厅北侧设有放置了钢琴的“拾光音乐厅”。

### 换乘
3號線與18號線/22號線通过连接各自站厅的付费区通道连接。其中地下一层的3号线站厅和地下三层的换乘通道之间设有扶手电梯和楼梯，地下三层换乘通道内设有2条自动人行道。
另外，本站的18号线/22号线為跨月台轉車站，乘客可以走到對面月台直接換乘另一列列車前往目的地（例如22號線抵站後換乘至18號線万顷沙方向），或途經南北两侧的换向平台換乘另一列列車前往目的地（例如18號線万顷沙方向換乘至22號線陈头岗方向）。
在22号线启用初期，由陈头岗抵达本站的列车均先进入6号站台停靠。由于大部分换乘18号线的乘客都前往冼村方向，而非去南沙区的万顷沙，故地铁方面自2022年4月16日起安排22号线列车通过本站的站前单渡线直接进入5号站台，使得22号线乘客下车后可直接同台轉乘往冼村方向列车，而6站台则轉為備用终点站台。不过自2022年8月20日起，地铁方面取消相关安排，搭乘22号线在番禺广场换乘18号线进入市区的乘客，需要重新通过站台扶梯间接换乘18号线。

### 站台
目前番禺广场站3号线设有一个岛式月台，位于清河东路地底。18号线和22号线则设有两个共用的岛式站台，位于番禺广场的地底，18號線使用外側的3號和4號站台、22號線使用内側的5號和6號站台。三線月台大致呈一個平行翻转「7」字型，其中3号线在上层，18号线和22号线在下层。
本站18/22号线的两个站台均在其南端设有卫生间和母婴室。

#### 站线配置
本站3号线月台东侧设有一条存车线。由于本站曾为3号线南端终点站，因此在3号线东延段开通前，3号线所有列车会通过该存车线进行站后折返。東延段開通後，该组存车线亦会用于折返以本站为终点的短线（小交路）列车。
另外，3号线上行路轨在距离本站以东接近存车线的位置，设有道岔和预留隧道接口以供未来作为3号线与规划中的17号线的联络线。
18/22号线站台南端设有三组交叉渡线，其中22号线正线之间有一組交叉渡線，供22號線所有列車进行站后折返，同时兩條正線在交叉渡线以南会各自引出一條侧线，以接入陇枕停车场，正线以南则预留22号线往南延伸的條件；18号线两条正线和各自的出入段側線之间均设有一組交叉渡線，供18号线出入段使用以及未來22号线列车直通运营至18号线使用。而22号线部分正线北端设有一条渡线，可供22号线列车进行站前折返。

### 出入口
番禺广场站目前设有6个出入口供乘客进出。C-D出入口位于3号线站厅，E-H出入口位于18/22号线站厅，惟C-D口和E-H口在站内非付费区并不联通。
车站开通初期设有A、C、D出入口，其中原有A口因配合18/22号线车站和换乘通道建设于2020年6月22日起停用并拆卸。18号线开通后启用的18/22号线车站新增E、F、G、H出入口，并重置停用的A出入口。
另外，18/22号线车站站厅中部设有四条扶手电梯，可通往上方建设中的番禺广场地下空间。
|                                                             |                                                           |      |          |                                                                                                   |
|                                                             |                                                           |      |          |                                                                                                   |
|                                                             |                                                           |      |          |                                                                                                   |
| 编号                                                        | 设施                                                      | 照片 | 出口指示 | 建议前往的目的地                                                                                  |
| 3号线站厅                                                   |                                                           |      |          |                                                                                                   |
| C                                                           | 盲道标志 · 轮椅升降台标志 · 无障碍通道标志 · 扶手电梯标志 |      | 清河东路 | 番禺大道北、广州市番禺区人民政府（东门）、永旺梦乐城广州番禺广场 公交：区政府东门（永旺梦乐城）站 |
| D                                                           | 扶手电梯标志                                              |      | 清河东路 | 广州市番禺区人民政府（南门） 公交：番禺广场站（西行）                                             |
| 18号线、22号线站厅                                          |                                                           |      |          |                                                                                                   |
| A                                                           |                                                           |      |          | （暂缓开通）                                                                                      |
| E                                                           | 扶手电梯标志                                              |      | 兴泰路   | 滋粥楼·顺德菜（番禺广场总店）、基盛万科里、红茶馆酒店 公交：区政府东门分站（南行）                |
| F                                                           | 盲道标志 · 升降机标志 · 无障碍通道标志 · 扶手电梯标志     |      | 广场东路 | 清河东路 公交：番禺广场站（东行）                                                                 |
| G1                                                          | 盲道标志 · 扶手电梯标志                                   |      | 清河东路 | 广场西路 公交：广场西路站（西行）                                                                 |
| H                                                           | 扶手电梯标志                                              |      | 广场西路 | 兴泰路                                                                                            |
| 註： 設有 \| 設有 \| 設有 \| 設有輪椅升降台 \| 設有扶手電梯 |                                                           |      |          |                                                                                                   |

## 接驳交通
| 普通巴士路线 \| 编号 \| 编号 \| 线路 \| 线路 \| 线路 \| 收费 \| 备注 \| \| -------------- \| ---------- \| ---------------------- \| --------------------- \| --------------------- \| --------------------- \| --------------------------------------------------- \| \| \| 301 \| 市桥汽车站 \| ⇆ \| 沥滘 \| 3元 \| \| \| \| 番1 \| 祈福新邨 \| ⇆ \| 傍雁路临时公交总站 \| 2元 \| \| \| \| 番6 \| 傍雁路临时公交总站 \| ⇆ \| 沙湾 \| 2元 \| 沙湾开出部分班次绕经沙湾涌口村、沙湾水厂 20–40分/班 \| \| \| 番11 \| 大罗村（市广路） \| 全程 ⇆ \| 高铁庆盛站 \| 2–3元 \| 15–30分/班 \| \| 市桥汽车站西门 \| 番11 \| 短线 → \| 东涌名苑 \| \| 2–3元 \| 15–30分/班 \| \| \| 番19短线 \| 君华香柏华府 \| ⇆ \| 竹山村 \| 2元 \| \| \| \| 番21B \| 番禺中心医院 \| ⇆ \| 金山谷花园 \| 2元 \| \| \| \| 番26 \| 已于2025年1月18日停办 \| 已于2025年1月18日停办 \| 已于2025年1月18日停办 \| 已于2025年1月18日停办 \| 已于2025年1月18日停办 \| \| \| 番29 \| 滴水岩森林公园 \| ⇆ \| 区公汽公司 \| 2元 \| 30–60分/班 \| \| \| 番68 \| 傍雁路临时公交总站 \| ⇆ \| 广州动车段 \| 2–3元 \| 20–50分/班 \| \| \| 番93 \| 番禺中心医院 \| ⇆ \| 莲花山车站 \| 2–3元 \| 15–30分/班 \| \| \| 番99 \| 傍雁路（亚运大道路口） \| ⇆ \| 广州南站 \| 2–3元 \| 25–45分/班 \| \| \| 番103 \| 已于2025年2月28日停办 \| 已于2025年2月28日停办 \| 已于2025年2月28日停办 \| 已于2025年2月28日停办 \| 已于2025年2月28日停办 \| \| \| 番126 \| 番禺创新科技园 \| ↺ \| 地铁海涌路站 \| 2–3元 \| 20–120分/班 \| \| \| 番140 \| 番禺区中心医院 \| ⇆ \| 东涌万兴路 \| 2元 \| 15–40分/班 \| \| \| 番141 \| 番禺市桥汽车站 \| ⇆ \| 江南路 \| 2–5元 \| 20–40分/班 \| \| \| 番142 \| 番禺市桥汽车站 \| ⇆ \| 潭洲车站 \| 2–3元 \| 20–40分/班 \| \| \| 番143 \| 天安番禺节能科技园 \| ⇆ \| 虎门渡口（上湾小区） \| 2–5元 \| 15–40分/班 \| \| \| 番148 \| 番禺市桥汽车站 \| ⇆ \| 沙南村 \| 2–4元 \| \| \| \| 番149 \| 地铁海傍站 \| ⇆ \| 清流村 \| 2–3元 \| \| \| \| 番150 \| 儿童公园 \| ⇆ \| 鱼窝头车站 \| 2–3元 \| \| \| \| 番150B \| 富豪山庄 \| ⇆ \| 鱼窝头车站 \| 2–3元 \| \| \| \| 番153 \| 已于2025年1月18日停办 \| 已于2025年1月18日停办 \| 已于2025年1月18日停办 \| 已于2025年1月18日停办 \| 已于2025年1月18日停办 \| \| \| 番160 \| 儿童公园 \| ⇆ \| 莲花山港 \| 2–3元 \| 25–40分/班 \| \| \| 番162 \| 乐羊羊路（亚运城天骄） \| ⇆ \| 地铁海傍站 \| 2元 \| 15–30分/班 \| \| \| 番162快线 \| 已于2024年12月8日停办 \| 已于2024年12月8日停办 \| 已于2024年12月8日停办 \| 已于2024年12月8日停办 \| 已于2024年12月8日停办 \| \| \| 番微公交3 \| 番禺会议中心 \| ⇆ \| 东湖洲花园A站 \| 1元 \| 20–30分/班 \| \| \| 南沙65 \| 潭洲车站 \| ⇆ \| 番禺市桥汽车站 \| 2–3元 \| \| \| \| 南沙65快线 \| 大岗公交总站 \| ⇆ \| 番禺市桥汽车站 \| 2–3元 \| \| \| \| 南沙66 \| 已于2024年7月10日停办 \| 已于2024年7月10日停办 \| 已于2024年7月10日停办 \| 已于2024年7月10日停办 \| 已于2024年7月10日停办 \| \| \| 南沙68 \| 榄核公交总站 \| ⇆ \| 番禺市桥汽车站 \| 2–3元 \| 经297县道 \| \| \| 南沙68快线 \| 榄核公交总站 \| ⇆ \| 番禺市桥汽车站 \| 2–3元 \| 经星海大道 \| |            |                        |                       |                       |                       |                                                     |
| 编号 | 编号       | 线路                   | 线路                  | 线路                  | 收费                  | 备注                                                |
| | 301        | 市桥汽车站             | ⇆                     | 沥滘                  | 3元                   |                                                     |
| | 番1        | 祈福新邨               | ⇆                     | 傍雁路临时公交总站    | 2元                   |                                                     |
| | 番6        | 傍雁路临时公交总站     | ⇆                     | 沙湾                  | 2元                   | 沙湾开出部分班次绕经沙湾涌口村、沙湾水厂 20–40分/班 |
| | 番11       | 大罗村（市广路）       | 全程 ⇆                | 高铁庆盛站            | 2–3元                 | 15–30分/班                                          |
| 市桥汽车站西门 | 番11       | 短线 →                 | 东涌名苑              |                       | 2–3元                 | 15–30分/班                                          |
| | 番19短线   | 君华香柏华府           | ⇆                     | 竹山村                | 2元                   |                                                     |
| | 番21B      | 番禺中心医院           | ⇆                     | 金山谷花园            | 2元                   |                                                     |
| | 番26       | 已于2025年1月18日停办  | 已于2025年1月18日停办 | 已于2025年1月18日停办 | 已于2025年1月18日停办 | 已于2025年1月18日停办                               |
| | 番29       | 滴水岩森林公园         | ⇆                     | 区公汽公司            | 2元                   | 30–60分/班                                          |
| | 番68       | 傍雁路临时公交总站     | ⇆                     | 广州动车段            | 2–3元                 | 20–50分/班                                          |
| | 番93       | 番禺中心医院           | ⇆                     | 莲花山车站            | 2–3元                 | 15–30分/班                                          |
| | 番99       | 傍雁路（亚运大道路口） | ⇆                     | 广州南站              | 2–3元                 | 25–45分/班                                          |
| | 番103      | 已于2025年2月28日停办  | 已于2025年2月28日停办 | 已于2025年2月28日停办 | 已于2025年2月28日停办 | 已于2025年2月28日停办                               |
| | 番126      | 番禺创新科技园         | ↺                     | 地铁海涌路站          | 2–3元                 | 20–120分/班                                         |
| | 番140      | 番禺区中心医院         | ⇆                     | 东涌万兴路            | 2元                   | 15–40分/班                                          |
| | 番141      | 番禺市桥汽车站         | ⇆                     | 江南路                | 2–5元                 | 20–40分/班                                          |
| | 番142      | 番禺市桥汽车站         | ⇆                     | 潭洲车站              | 2–3元                 | 20–40分/班                                          |
| | 番143      | 天安番禺节能科技园     | ⇆                     | 虎门渡口（上湾小区）  | 2–5元                 | 15–40分/班                                          |
| | 番148      | 番禺市桥汽车站         | ⇆                     | 沙南村                | 2–4元                 |                                                     |
| | 番149      | 地铁海傍站             | ⇆                     | 清流村                | 2–3元                 |                                                     |
| | 番150      | 儿童公园               | ⇆                     | 鱼窝头车站            | 2–3元                 |                                                     |
| | 番150B     | 富豪山庄               | ⇆                     | 鱼窝头车站            | 2–3元                 |                                                     |
| | 番153      | 已于2025年1月18日停办  | 已于2025年1月18日停办 | 已于2025年1月18日停办 | 已于2025年1月18日停办 | 已于2025年1月18日停办                               |
| | 番160      | 儿童公园               | ⇆                     | 莲花山港              | 2–3元                 | 25–40分/班                                          |
| | 番162      | 乐羊羊路（亚运城天骄） | ⇆                     | 地铁海傍站            | 2元                   | 15–30分/班                                          |
| | 番162快线  | 已于2024年12月8日停办  | 已于2024年12月8日停办 | 已于2024年12月8日停办 | 已于2024年12月8日停办 | 已于2024年12月8日停办                               |
| | 番微公交3  | 番禺会议中心           | ⇆                     | 东湖洲花园A站         | 1元                   | 20–30分/班                                          |
| | 南沙65     | 潭洲车站               | ⇆                     | 番禺市桥汽车站        | 2–3元                 |                                                     |
| | 南沙65快线 | 大岗公交总站           | ⇆                     | 番禺市桥汽车站        | 2–3元                 |                                                     |
| | 南沙66     | 已于2024年7月10日停办  | 已于2024年7月10日停办 | 已于2024年7月10日停办 | 已于2024年7月10日停办 | 已于2024年7月10日停办                               |
| | 南沙68     | 榄核公交总站           | ⇆                     | 番禺市桥汽车站        | 2–3元                 | 经297县道                                           |
| | 南沙68快线 | 榄核公交总站           | ⇆                     | 番禺市桥汽车站        | 2–3元                 | 经星海大道                                          |

## 历史

### 3号线
番禺广场站最初在2000年地下铁路規劃中出现。当时规划的3号线南端的终点站为南华路站，后吸取1号线终点站西塱站客流不佳的教训，线路终点于2001年报批时调整至临近番禺区政府和多个住宅区的番禺广场站。
2002年，3號線全線動工，本站随后亦开始动工。2003年2月8日，三号线市桥北至番禺广场盾构区间始发，成为三号线首个开工的盾构区间；2006年6月6日，市桥至番禺广场区间盾构机抵达本站，标志着3号线一期工程隧道全线贯通。2006年11月30日，运营事业总部正式接管本站的管理权、指挥权和使用权。随后于同年12月30日，本站随3号线一期全线開通運營正式啟用而成為了3号线南端終點站，开通仪式亦于本站附近的番禺广场举行。直至2024年11月1日，3號線東延段开通后，本站成為3號線的中途站。

### 18号线、22号线
为配合18、22号线车站建设，3号线车站原有的A出入口于2020年6月22日起停用并拆卸，以配合3号线车站连接18/22号线车站通道的建设。
2021年8月，18/22号线车站的属地管理、调度指挥、设备设施使用管理“三权”移交予运营方。
2021年9月28日，18/22号线车站随18号线首通段開通運營而启用，22号线站台亦于2022年3月31日随线路首通段开通而正式开放。

### 运营事件
本站18/22号线部分在启用一个月后便发生事故。2021年10月29日上午，18/22号线站厅南侧的其中一个大型LED屏突然冒烟，地铁公司紧急启动车站排烟模式，期间有两列18号线列车在番禺广场不停站通过。车站在约半小时后恢复正常运作。此后该显示屏于2024年年中被全部拆除。
2022年10-11月疫情期间，本站曾受防控措施影响，于11月28日至11月30日下午暂停进出站，仅保留站内换乘服务。

## 未來發展

### 17號線
未來規劃17号线亦将于番禺广场设站，与3号线、18號線和22號線交汇，最終令本站成为广州地铁的一个大型四線枢纽站。17号线车站预计设于现有3号线车站北侧，与3号线平行，与其它三线预计为站厅通道换乘。